# Veratrumsäure

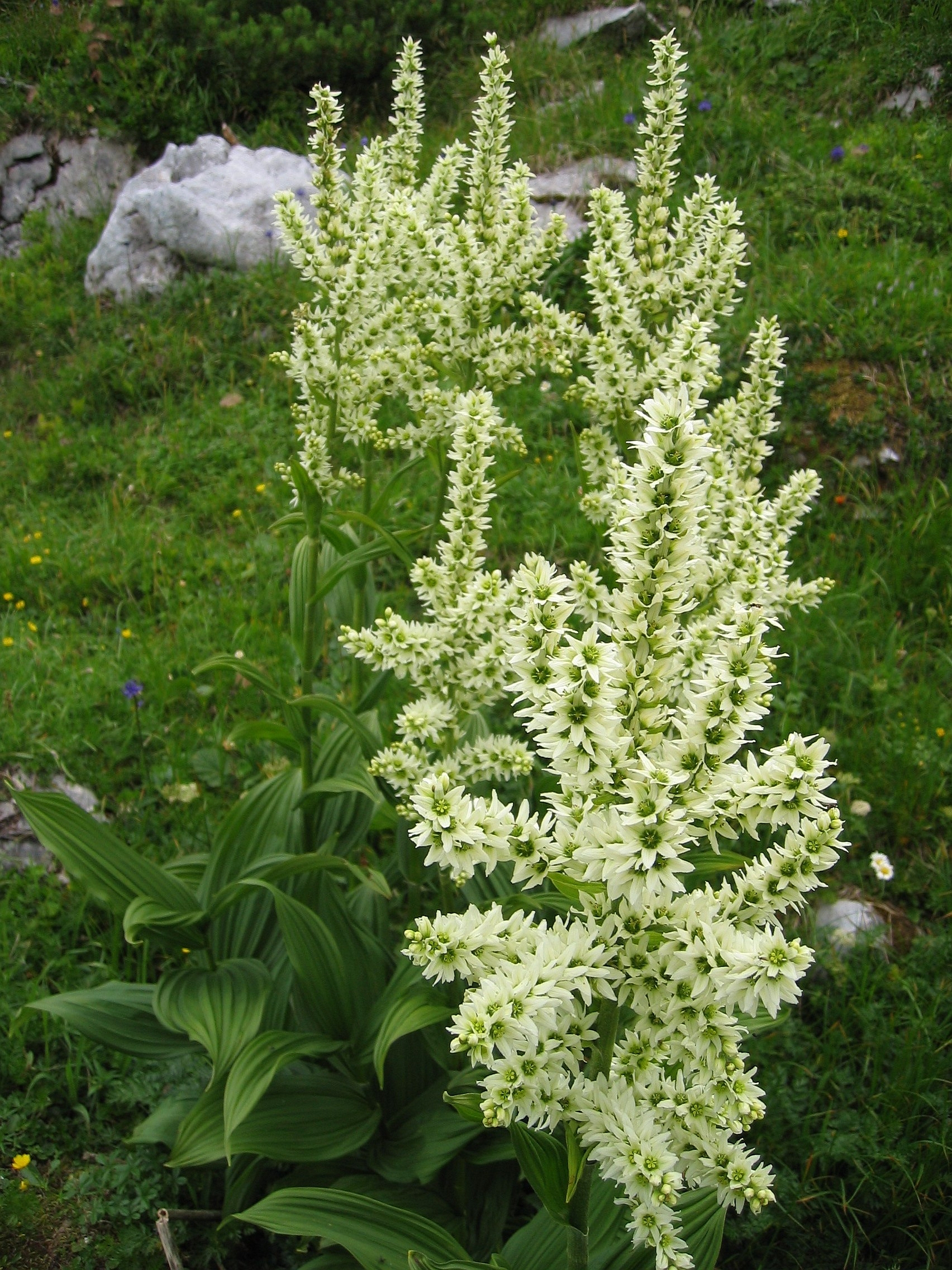
Germer (Veratrum album)

Veratrumsäure ist der Trivialname einer aromatischen chemischen Verbindung aus der Gruppe der Carbonsäuren. Sie kann in erster Linie als Derivat der Benzoesäure mit zwei angefügten Methoxygruppen oder auch des Veratrols mit angefügter Carboxygruppe aufgefasst werden.
Sie kommt natürlich in einigen Pflanzen, z. B. Germer (Veratrum album), vor. Veratrumsäure kann als Edukt zur Darstellung anderer chemischer Verbindungen (wie zum Beispiel Veratrol) verwendet werden.